# 程雷
程雷（1971年8月26日—），上海广播电视台东方卫视中心男主持人，祖籍江蘇濱海。

## 簡介
程雷是上海戲劇學院90級表演系學生，畢業後被上海著名制片人小辰相中而擔任《智力大沖浪》小版塊街頭隨機采訪的欄目《街頭福星》的主持，贏得觀眾的喜愛，成為滬上熒屏的“萬人迷”。
程雷患有家族遺傳性肝病，2000年被診斷患有慢性肝炎，2004年1月18日后暫退銀屏，對外宣稱出國進修。後於2005年2月22日複出後。2007年6月再度病倒，10月復出《相約星期六》，離開《相》節目後由朱楨繼任男主持人。
2013年9月25日，程雷和小自己18歲的同事王萌萌選擇在靜安區民政局註冊結婚。2015年2月14日，二人的儿子在上海红房子医院出生。
2021年4月18日，上海前首富周正毅在上海万达瑞华酒店举办六十大寿寿宴，程雷与多名主持人赴宴，并且对“周公子”（周正毅喜欢他人对其如此称呼）不吝溢美之词。上海广播电视台得知後迅速通知主持人离场。当晚8时至9时，六名主持人接到電視台方面的消息後相继离开現場。之后六名主持人的行为有悖于《中国广播电视播音员主持人职业道德准则》，被禁止参加各类节目，并作其他处分。

## 節目
- 1994年—2004年《智力大沖浪》
- 2002年—2004年《家庭演播室》
- 2000年和2004年，因診斷出乙肝，而兩次暫時退出銀屏
- 2005年《娛樂公堂》
- 2006年—2010年5月15日，《相約星期六》
- 2006年 主持人《舞林大會》
- 2006年《絕代雙嬌》（主持人歌唱比賽）
- 2007年《明星大練冰》
- 2008年《情滿浦江》
- 2008年 主持人《舞林大會2》
- 2009年《我的星尚婚禮》
- 2009年《明星學院》
- 2010年《華人大綜藝》
- 2010年《百裏挑一》
- 2010年《達芬奇密碼》
- 2010年《中國達人秀》
- 2012年《梦立方》
- 2013年～2014年《中国梦之声》
- 2016年~2017年《天籟之戰1&2季》
- 2018年《相声有新人》
- 2018年～2021年《中国新相亲》
- 2019年《笑傲江湖》